# Анзобський тунель
39°05′12″ пн. ш. 68°41′35″ сх. д. / 39.08667° пн. ш. 68.69306° сх. д.

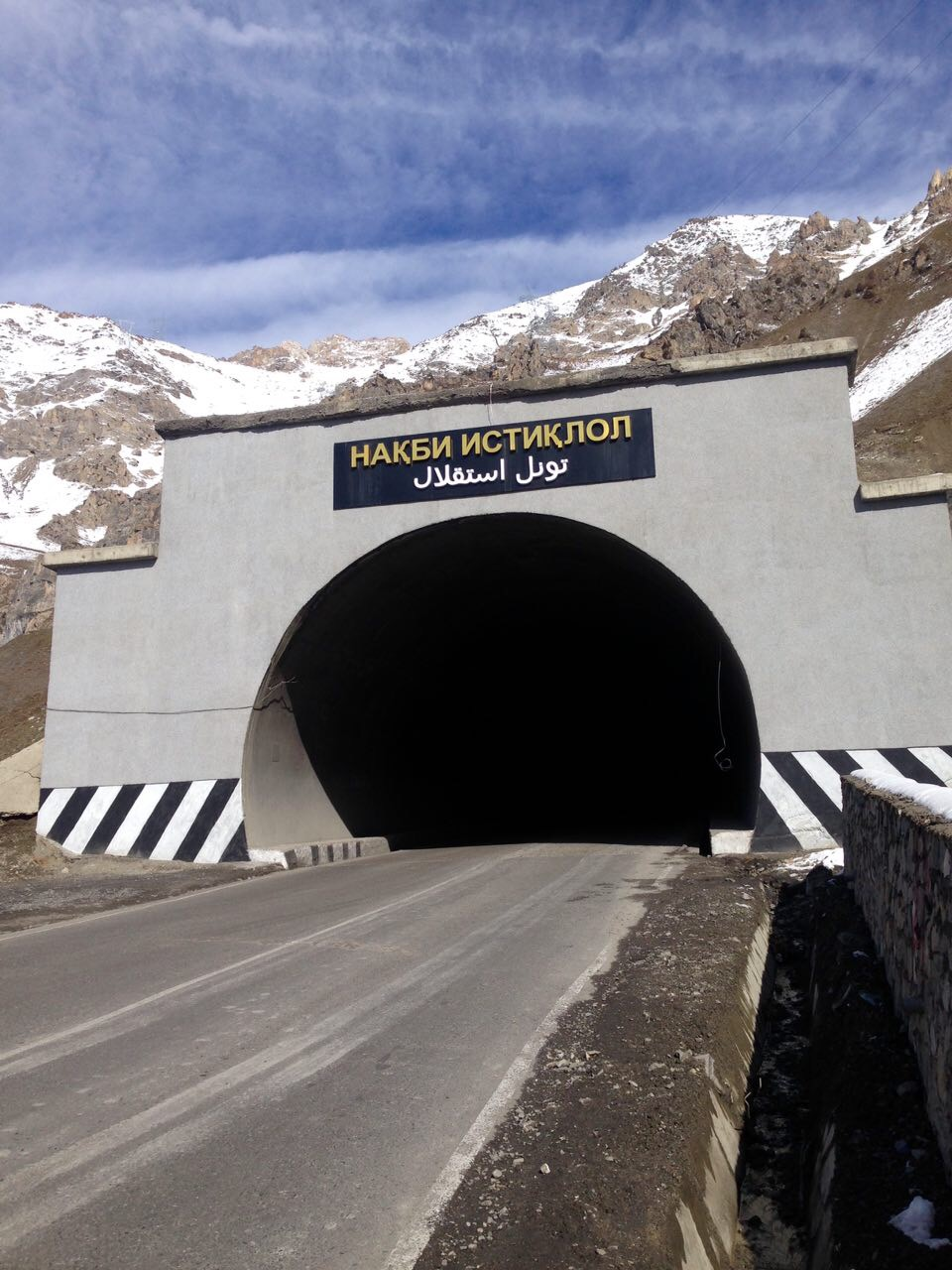
Анзобський тунель південний портал

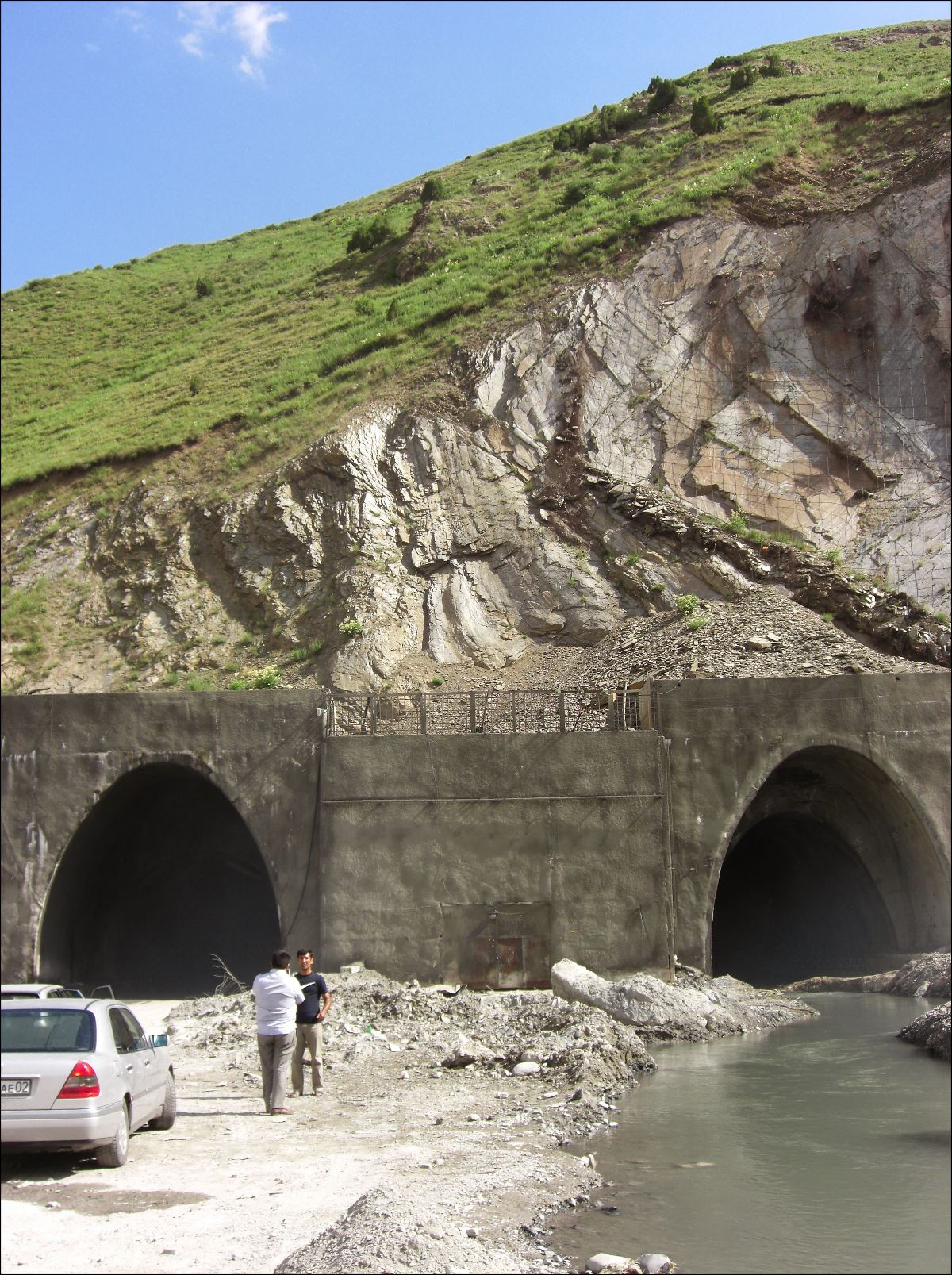
Північний портал

Анзобський тунель, Тунель «Істиклол» (тадж. Нақби автомобилгарди «Истиқлол») — автомобільний тунель на шляху між Душанбе і Худжандом завдовжки 5040 м, розташований за 80 км  північніше від столиці Таджикистану міста Душанбе. 
Тунель полегшує подолання Гісарського хребта. Будівництво тунелю було розпочато ще за радянських часів, але завершені роботи з його зведення були тільки у 2006 році. Відкриття тунелю забезпечує цілорічне автомобільне сполучення між північними (Согдійський вілоят) і південними районами Таджикистану. Раніше ж взимку північні райони країни впродовж 6 місяців (до відкриття Анзобського перевалу на висоті 3 372 м) були відрізані від основної території країни. Тунель скоротив дорогу між Худжандом і Душанбе на 60 км, а час у дорозі за новим маршрутом — аж на 5 годин.

## Економічне значення
Через напружені відносини між Узбекистаном та Таджикистаном,  тунель був пріоритетним інфраструктурним проектом уряду Таджикистану, який було реалізовано за допомогою іранської будівельної компанії Sabir. "Новий Шовковий шлях" призначений для створення сухопутного шляху через Іран , Афганістан і Таджикистан до Китаю. Для самого Таджикистану - М34, головна транспортна вісь між двома найбільшими містами Душанбе і Худжандом.

## Історія будівництва
Проектування тунелю було виконано фахівцями московського інституту «Гідроспецпроект» і проектно-вишукувального інституту «Таджикгипротрансстрой» в 1980-х роках. Будівництво розпочалося в 1988 році, але було призупинено в 1993 році після розпаду СРСР . У 1999 році Таджикистан відновив роботи з проходки тунелю, а з 2003 року до робіт було залучено іранські будівельні компанії. У 2003 році Іран та Таджикистан підписали угоду про будівництво тунелю «Істіклол» (в перекладі на українську - «Незалежність»), розмір фінансування склав $ 39 млн. З цих коштів $ 10 млн. - грантове фінансування уряду Ірану, $ 7,8 млн. - частка таджицького уряду і $ 21,2 млн. - кредит іранської сторони. Офіційна церемонія відкриття тунелю відбулася 26 липня 2006 року за участю Президента Таджикистану Емомалі Рахмона і Президента Ірану Махмуда Ахмадінежада . Хоча церемонія здачі даного об'єкту в експлуатацію відбулася ще у 2006 році, завершення будівництва відбулося у 2016 році. Кілька років всередині тунелю проводилися ремонтні роботи по зміцненню водопроникності стін і частковий ремонт автотраси. У 2015 році Таджикистан і Іран виділили додатково по $ 3 млн. для добудови розмитої і розбитої автотраси всередині тунелю. Під час ремонтних робіт перевезення тимчасово здійснювалися за старою автострадою через Анзобський перевал.

### Історія розбудови
Через високе стратегічне значення для Таджикистану тунель було відкрито у 2006 році. На цей час останній етап будівництва, який, зокрема, передбачав дренаж та вентиляцію, ще не був завершений. Низький рівень видимості в тунелі, а також постійний приплив води, високі вихлопні викиди негативно вплинули на безпеку руху, тому тунель був закритий для завершення будівництва в червні 2015 року та офіційно переданий уряду Таджикистану у вересні 2015 року.
Одна з двох галерей доступна для дорожнього руху, а друга галерея використовується для зливу тунельної води.